# Sâu đất
Sâu đất (danh pháp hai phần: Phascolosoma arcuatum) là loài động vật thuộc ngành Sá sùng. Loài này được Gray mô tả khoa học vào năm 1828.